# Jardín botánico de orquídeas Moxviquil
El Jardín botánico de orquídeas Moxviquil es un jardín botánico de unas 4,4 hectáreas de extensión que alberga especies vegetales de diferentes zonas bioclimáticas de Chiapas que se encuentra en San Cristóbal de las Casas en el estado de Chiapas, México.

## Localización
Jardín botánico de orquídeas Moxviquil, San Cristóbal de las Casas, Chiapas, 29200México. 
Planos y vistas satelitales.16°44′12″N 92°38′18″O / 16.73667, -92.63833
- Promedio anual de lluvias: 2 800 mm
- Altitud: 530.00 m s. n. m.

Se paga una tarifa de entrada.

## Historia
Orquídeas Moxviquil tiene como propósito el proteger y alentar la preservación de las áreas silvestres de Chiapas, utilizando a las Orquídeas como un símbolo de todo lo que es natural y un valor necesario de ser protegido y preservado.
También se brinda información acerca de las Orquídeas y otras plantas epífitas, con la presentación de prácticas sustentables de manejo de los bosques que permita a la población local generar ingresos adicionales utilizando la flor de orquídea no sólo como producto comerciable, sino también como un espacio educativo que permita la reforestación y la tutela de los últimos remanentes naturales de las tierras de Chiapas. 
Orquídeas Moxviquil se estableció en 1994 como una iniciativa privada cuyo fin consistió en preservar la flora de Chiapas en peligro de extinción, y se comenzó con el rescate de ejemplares de sitios alterados por las actividades humanas. 
En 2002 Pronatura Sur formalizó la colección al registrarla como “Orquídeas Moxviquil” (OM) a través de una unidad de manejo Ambiental (UMA), mecanismo definido por el estado mexicano para realizar el manejo de vida silvestre.
Actualmente 2014 orquídeas Moxviquil está en un terreno en San Cristóbal de las Casas y está previsto trasladarlas a la "Reserva Moxviquil" que protege 110 hectáreas de bosque de encino, flora y fauna local. Esta área tiene una importancia vital por su función ecológica de captación de agua para la ciudad de San Cristóbal.

## Colecciones
En este jardín botánico se cultivan más de 1,500 ejemplares perteneciente a 400 especies de orquídeas de Chiapas, representando así el 57.15% de las especies que se encuentran en este estado y el 33.34% de las que se encuentran a nivel nacional. Gran parte de ellas se encuentran ubicadas en un invernadero. 
Las principales ubicaciones representadas en la colección son, Altos de Chiapas, el Valle de Comitan, Lagos de Montebello, Ocosingo, Laguna Mira Mar y a un grado más pequeño, el sur La Sierra Madre de Chiapas, el Valle de Río Grijavla, el selva Lacandon, Naja.
El banco de datos de colecciones tiene más de 3600 entradas del epífitas y otra plantas de Chiapas.
La colección es una herramienta invaluable de investigación, además de servir como punto de partida para los esfuerzos en educar personas acerca de la fragilidad de los ecosistemas.